# Anders Pettersson (byggmästare, Värsås)
Denna artikel handlar om byggmästaren Anders Pettersson från Värsås. För byggmästaren Anders Pettersson från Svedala, se Anders Pettersson (byggmästare, Svedala)
Anders Pettersson, född 19 augusti 1819 på Skattegården i Värsås socken, död 1889, var en svensk byggmästare och predikant.

## Biografi
Anders Pettersson var yngste son till byggmästaren Petter Larsson (född 1788) och Maria Persdotter. Parets alla tre söner, Lars (1809-1875) och Petter (1812-1867) och Anders, blev byggmästare. 
Anders Pettersson tog över Skattegården i Värsås efter fadern död 1840. Vid sidan om skötseln av gården med hjälp av drängar skötte han uppdrag som byggmästare, framför allt för kyrkobyggen. Vid 28 års ålder genomförde han sitt första uppdrag, då som byggledare för ortsbor i uppförandet av Tiveds kyrka. Kyrkan i hemförsamlingen Värsås byggde han 1857 tillsammans med brodern Petter.
Han gifte sig 1847 med Greta Jonsdotter Engström (1825–1879). Paret fick fyra pojkar och två flickor mellan 1848 och 1861. Han påverkades av de frireligiösa väckelser som under 1850-talet spred sig i Västergötland och Småland och blev omvänd 1855, varefter han blev en nitisk predikant för sin tro. 
År 1873 flyttade han med familjen till gården Sund i Järsnäs öster om Huskvarna. Där uppförde han på sin egen mark ett missionshus med utsikt över sjön Lilla Nätaren. 
Arkitekten Per August Peterson (1841–1921) Skogshemmet, Värsås var brorson till Anders Pettersson.

## Uppförda byggnader i urval[3]
- Tiveds kyrka, 1847
- Sventorps kyrka,

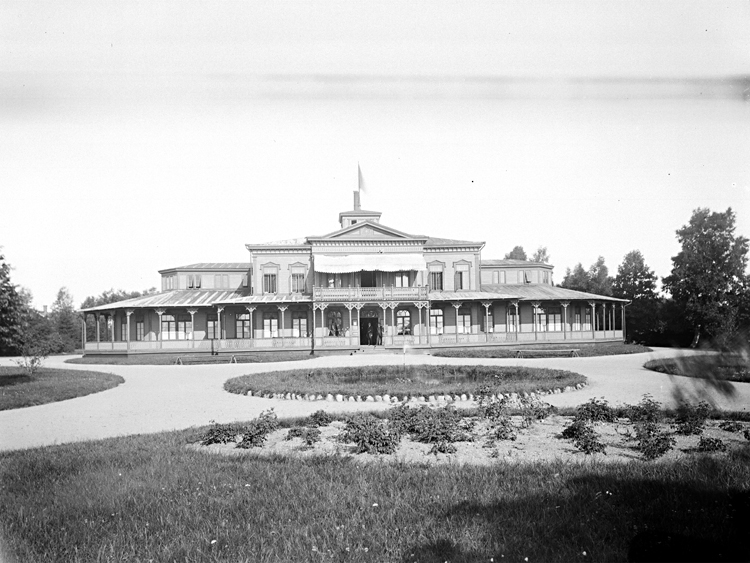
Bad- och societetshuset i Hjo, 1890

- Ombyggnad av Rådhuset i Skövde, 1853
- Trästena kyrka, 1854
- Värsås kyrka, färdig 1857 (tillsammans med brodern Petter Pettersson)
- Häggums kyrka, 1864
- Det första bad- och societetshuset i Mössebergsparkens Vattenkuranstalt, Societetsvillan, 1865–1867
- Kvänums kyrka, 1867
- Malma kyrka, 1868
- Svarttorps kyrka, 1869–1870
- Färgelanda kyrka, 1869–1870
- Lemnhults kyrka, 1869–1870
- (Det andra) bad- och societetshuset i Mössebergsparkens Vattenkuranstalt, 1871–1872
- Vinköls kyrka, 1870–1872
- Öttums kyrka, 1871–1872
- Fyrunga kyrka, 1874
- Värnamo kyrka, 1874
- Norra Vånga kyrka, 1876
- Älmeboda kyrka, 1876-1877
- Elementarläroverket i Skövde
- Bad- och societetshuset i Hjo, 1877–1878
- Virserums kyrka, 1879-1881
- Västra Ryds kyrka, 1881–1882
- Öggestorps kyrka, 1882-1884
- Betelkapellet i Hjo, 1885
- Tillbyggnad av Källeryds kyrka i Nissafors, 1885–1887
- Nykyrka, 1886–1887
- Sofiakyrkan i Jönköping, 1885–1888
- Eksjö kyrka, konsult vid renovering, 1887-1889

- Källor

- Anders Pettersson på Värsås hembygdsförenings webbplats, baserad på text från 2007 av Hans-Olof Lindqvist, publicerade på Värsås hembygdsförenings webbplats. Denna text är sin tur baserad på Folke Wångmarke: Kvänumsbygden 1963 samt efterforskningar i kyrkböcker från Värsås församling av K-G Jonsson i Kivenäbben.
- Byggmästaren Anders Pettersson på Släkten Allguréns webbplats, läst  den 9 april 2020.